# Karkinorhynchidae
Karkinorhynchidae är en familj av plattmaskar. Karkinorhynchidae ingår i ordningen Kalyptorhynchia, klassen Rhabdocoela, fylumet plattmaskar och riket djur.
Kladogram enligt Dyntaxa:
| Karkinorhynchidae | \| \| Baltoplana \| \| \| \| \| \| Cheliplana \| \| \| \| \| \| Cheliplanilla \| \| \| \| |
|                   | \| \| Baltoplana \| \| \| \| \| \| Cheliplana \| \| \| \| \| \| Cheliplanilla \| \| \| \| |
|                   | Acrumenidae                                                                               |
|                   |                                                                                           |
|                   | Aculeorhynchidae                                                                          |
|                   |                                                                                           |
|                   | Bertiliellidae                                                                            |
|                   |                                                                                           |
|                   | Cicerinidae                                                                               |
|                   |                                                                                           |
|                   | Crassicollidae                                                                            |
|                   |                                                                                           |
|                   | Cystiplanidae                                                                             |
|                   |                                                                                           |
|                   | Cytocystidae                                                                              |
|                   |                                                                                           |
|                   | Diascorhynchidae                                                                          |
|                   |                                                                                           |
|                   | Gnathorhynchidae                                                                          |
|                   |                                                                                           |
|                   | Koinocystididae                                                                           |
|                   |                                                                                           |
|                   | Nematorhynchidae                                                                          |
|                   |                                                                                           |
|                   | Placorhynchidae                                                                           |
|                   |                                                                                           |
|                   | Polycystididae                                                                            |
|                   |                                                                                           |
|                   | Psammorhynchidae                                                                          |
|                   |                                                                                           |
|                   | Rhynchokarlingidae                                                                        |
|                   |                                                                                           |
|                   | Schizorhynchidae                                                                          |
|                   |                                                                                           |
|                   | Baltoplana                                                                                |
|                   |                                                                                           |
|                   | Cheliplana                                                                                |
|                   |                                                                                           |
|                   | Cheliplanilla                                                                             |
|                   |                                                                                           |

|  | Baltoplana    |
|  |               |
|  | Cheliplana    |
|  |               |
|  | Cheliplanilla |
|  |               |